# Saison 13 d'American Dad!
Chronologie
Saison 12 Saison 14
La treizième saison d'American Dad! a été diffusée pour la première fois aux États-Unis sur la chaîne TBS du 25 janvier 2016 au 27 juin 2016.

En France, elle a été diffusée pour la première fois à la télévision sur NRJ 12.

## Épisodes
| № | #  | Titre                                                                                       | Réalisation                    | Scénario                      | Première diffusion | Code de prod. | Audience |
| --- | -- | ------------------------------------------------------------------------------------------- | ------------------------------ | ----------------------------- | ------------------ | ------------- | -------- |
| 191 | 1  | L'arbre-papa Roots                                                                          | Shawn Murray                   | Brett Cawley et Robert Maitia | 25 janvier 2016    | AAJN01        | 1,04     |
| La ville de Langley Falls souhaite implanter un stade pour un tout nouveau sport: l'Arena Football, mais Stan ne veut pas perdre son arbre... |    |                                                                                             |                                |                               |                    |               |          |
| 192 | 2  | Le requin des bassins The Life Aquatic with Steve Smith                                     | Rodney Clouden                 | Kirk J. Rudell                | 1er février 2016   | AAJN02        | 0,95     |
| Steve décide de s’inscrire à un club de sport. Stan et Roger achète un voilier aux enchères... |    |                                                                                             |                                |                               |                    |               |          |
| 193 | 3  | À la recherche du passé Hayley Smith, Seal Team Six                                         | Jansen Yee                     | Teresa Hsiao                  | 8 février 2016     | AAJN03        | 1,00     |
| Hayley se rend compte qu'elle a perdu sa joie de vivre au fil des années... |    |                                                                                             |                                |                               |                    |               |          |
| 194 | 4  | Pion ou espion ? N.S.A. (No Snoops Allowed)                                                 | Joe Daniello                   | Steve Hely                    | 15 février 2016    | AAJN04        | 1,07     |
| La NSA ouvre des locaux juste devant ceux de la CIA. Hayley renonce au veganisme juste pour une journée... |    |                                                                                             |                                |                               |                    |               |          |
| 195 | 5  | La vague Stan Smith as Keanu Reeves as Stanny Utah in Point Breakers                        | Tim Parsons et Jennifer Graves | Joe Chandler et Nic Wegener   | 22 février 2016    | AAJN05        | 1,05     |
| La famille de Stan le rend trop nerveux, la CIA va lui offrir l'occasion de se détendre loin d'eux... |    |                                                                                             |                                |                               |                    |               |          |
| 196 | 6  | Camera bisou Kiss Kiss Cam Cam                                                              | Chris Bennett                  | Jordan Blum et Parker Deay    | 29 février 2016    | AAJN07        | 1,03     |
| En offrant des places de base-ball à Francine, Stan se rend compte qu'il n'a plus rien en commun avec elle... |    |                                                                                             |                                |                               |                    |               |          |
| 197 | 7  | Le calendrier maudit The Devil Wears a Lapel Pin                                            | Josue Cervantes                | Zack Rosenblatt               | 7 mars 2016        | AAJN08        | 1,14     |
| Stan doit s'occuper du calendrier annuel de la CIA... |    |                                                                                             |                                |                               |                    |               |          |
| 198 | 8  | Une classe pas très classe Stan-Dan Deliver                                                 | Shawn Murray                   | Rachael Bogert et Emily Wood  | 14 mars 2016       | AAJN09        | 1,01     |
| Steve se retrouve dans une classe difficile, et Stan décide de rentrer dans une maison de retraite afin de la tester... |    |                                                                                             |                                |                               |                    |               |          |
| 199 | 9  | Une reine à l'antenne Anchorfran                                                            | Rodney Clouden                 | Jeff Kauffmann                | 21 mars 2016       | AAJN11        | 0,96     |
| Francine et Stan décide d'aider Greg à surmonter la perte de Terry. Steve, Roger et Hayley partent à l'aventure après avoir joué a DreamPhone... |    |                                                                                             |                                |                               |                    |               |          |
| 200 | 10 | Apocalypse The Two Hundred                                                                  | Jansen Yee                     | Brett Cawley et Robert Maitia | 28 mars 2016       | AAJN10        | 1,08     |
| Stan erre à la recherche de sa famille dans un monde post-apocalyptique, causé par une mystérieuse explosion... |    |                                                                                             |                                |                               |                    |               |          |
| 201 | 11 | Les laissés pour compte The Unincludeds                                                     | Tim Parsons et Jennifer Graves | Ali Waller                    | 11 avril 2016      | AAJN06        | 1,05     |
| Steve organise une soirée pour ceux qui sont systématiquement rejetés des autres fêtes... |    |                                                                                             |                                |                               |                    |               |          |
| 202 | 12 | L'éveil de la conscience The Dentist's Wife                                                 | Joe Daniello                   | Charles Suozzi                | 18 avril 2016      | AAJN12        | 1,08     |
| Roger rencontre la femme la plus merveilleuse de Langley Falls... |    |                                                                                             |                                |                               |                    |               |          |
| 203 | 13 | Les veuves Widow's Pique                                                                    | Pam Cooke et Valerie Fletcher  | Sam Brenner                   | 25 avril 2016      | AAJN13        | 1,05     |
| Francine et Roger se font passer pour des veuves lorsque Stan part en mission, Steve et sa bande se mettent au catch... |    |                                                                                             |                                |                               |                    |               |          |
| 204 | 14 | Imaginaire grandeur nature The Nova Centauris-burgh Board of Tourism Presents: American Dad | Tim Parsons et Jennifer Graves | Jordan Blum et Parker Deay    | 2 mai 2016         | AAJN14        | 0,82     |
| Alors que Stan ramène un aquarium à requin, Francine se rend compte qu'elle n'a jamais son mot à dire chez elle... |    |                                                                                             |                                |                               |                    |               |          |
| 205 | 15 | Touché par la grâce Daesong Heavy Industries                                                | Chris Bennett                  | Greg Cohen                    | 9 mai 2016         | AAJN15        | 0,91     |
| Stan perd sa foi quand Steve lui montre les incohérences de la Bible... |    |                                                                                             |                                |                               |                    |               |          |
| 206 | 16 | Après moi le déluge Daesong Heavy Industries II: Return to Innocence                        | Josue Cervantes                | Zack Rosenblatt               | 16 mai 2016        | AAJN16        | 0,93     |
| Stan retrouve sa foi dès lors qu'il pense être le nouveau Noé, mais à la suite de l'explosion causée par Jeff, Stan et Francine se retrouvent dans une île perdue et sont obligés de vivre comme Adam et Ève, d'un autre côté Hayley et Jeff se retrouvent perdus au milieu de l'océan, tandis que Steve et Roger se retrouvent dans un bateau... |    |                                                                                             |                                |                               |                    |               |          |
| 207 | 17 | Trop de la balle Criss-Cross Applesauce: The Ballard of Billy Jesusworth                    | Shawn Murray                   | Joe Chandler et Nic Wegener   | 23 mai 2016        | AAJN17        | 0,95     |
| Roger se fracture la jambe au basket, ce qui met un terme brutal à sa carrière, mais Stan va l'aider à rejouer au basket... |    |                                                                                             |                                |                               |                    |               |          |
| 208 | 18 | Une histoire de gros sel Mine Struggle                                                      | Rodney Clouden                 | Kirk J. Rudell                | 30 mai 2016        | AAJN18        | 1,15     |
| Stan et Roger découvrent un gisement dans le jardin de leur maison... |    |                                                                                             |                                |                               |                    |               |          |
| 209 | 19 | Garfield, pas le chat Garfield and Friends                                                  | Jansen Yee                     | Teresa Hsiao                  | 6 juin 2016        | AAJN19        | 0,87     |
| Stan contraint Hayley à se rendre au musée du Président Garfield... |    |                                                                                             |                                |                               |                    |               |          |
| 210 | 20 | La braderie de l'enfer Gifted Me Liberty                                                    | Joe Daniello                   | Charles Suozzi                | 13 juin 2016       | AAJN20        | 1,02     |
| Stan enquête auprès de ses collègues pour découvrir qui n'a pas amené de cadeau de noël... |    |                                                                                             |                                |                               |                    |               |          |
| 211 | 21 | Enquillage de père en fils Next of Pin                                                      | Pam Cooke et Valerie Fletcher  | Jeff Kauffmann                | 20 juin 2016       | AAJN21        | 0,92     |
| Stan tente de se rapprocher de Steve et lui découvre un talent pour le bowling... |    |                                                                                             |                                |                               |                    |               |          |
| 212 | 22 | La bataille des DJ Standard Deviation                                                       | Tim Parsons et Jennifer Graves | Brian Boyle                   | 27 juin 2016       | AAJN22        | 0,98     |
| Bullock impose des missions de plus en plus difficiles et dangereuses aux membres de la CIA... |    |                                                                                             |                                |                               |                    |               |          |